# 寛永御前試合
寛永御前試合（かんえいごぜんじあい）は、講談の題材の一つ。江戸時代の寛永年間に将軍徳川家光の御前で行われたという設定で語られている架空の御前試合であって史実ではない。試合の開催年月については、寛永9年（1632年）11月、同11年（1634年）9月、同13年（1636年）5月などとされている。

## 御前試合の組み合わせ
講談によって対戦する人物や試合の組み合わせは異なるので、その一例を示す。
- 竹内加賀之助（真揚流柔術）対 渋川伴五郎（渋川流柔術）
- 山田真龍軒（山田流鎖鎌)対　井伊直人（柳生新陰流）・井伊貞女（薙刀）
- 吉岡又三郎兼房（吉岡流小太刀）　対　毛利玄達（毛利流手裏剣術）
- 日置民部（日置流弓術）対　鷲津七兵衛（鹿島神道流棒術）
- 大久保彦左衛門                  対  加賀爪甲斐守（加賀爪直澄）
- 荒木又右衛門（柳生新陰流）      対  宮本無三四（二天一流）
- 浅山一伝斎(浅山重晨)（浅山一伝流）対 伊庭如水軒（心形刀流）
- 山田伴山(山田久太夫入道伴山)（鎖鎌）対　土子土呂之助(土子泥之助)（一羽流）
- 樋口十三郎（馬庭念流・磯端流）　対　穴沢主殿助（鹿島神道流棒術）
- 曲垣平九郎（曲垣流馬術） 対　和佐大八郎（弓術）
- 羽賀井一心斎　　対　磯端伴蔵（磯端流）